# N&SK
 (novembre 2011).
Si vous disposez d'ouvrages ou d'articles de référence ou si vous connaissez des sites web de qualité traitant du thème abordé ici, merci de compléter l'article en donnant les références utiles à sa vérifiabilité et en les liant à la section « Notes et références ».
N&SK (Nomades et Skaetera) est un groupe français de musique, cocktail de rock, ska et reggae formé en 1993 à Saint-Étienne sous le nom Les Nomades. Le groupe gravit les échelons et se hisse au rang de professionnel reconnu. C'est en 2000 qu'ils deviennent N&SK (Nomades et Skaetera). Ils défendent des valeurs telles que l'antiracisme, la protection l'environnement ou la solidarité entre peuples.
N&SK a fait des tournées en France, mais aussi en Suisse, en Belgique, en Allemagne, en Russie et notamment au Sziget Festival de Budapest. Le groupe a fait plus de six cents concerts entre 2000 et 2007.

## Membres
- Karim « Kaï » Slouani : chant et Derbouka
- Christophe « Tof » Vial : piano, accordéon et chœurs
- Vincent « Vax » Xavier : basse
- Sébastien « Sèb » Bouvet : guitare
- Benoît « Ben'z » Rubet : batterie
- Baptiste « Looping » Sarat : trompette
- Franck « Franky » Boiron : trombone
- Céline Porron et Marie Berreti : violon et chœurs

## Histoire
- 1993 : création à Saint Etienne du collectif les Nomades
- 1998 : premier album autoproduit.
- 2000 : après plus de trois cents concerts, les Nomades deviennent N&SK (Nomades et Skaetera).
- 2001 : premier album studio d’N&SK : Kosmopolit (Naïve, 2 More Music)
- 2004 : deuxième album studio : le Cirque du Millenium (Naïve, 2 More Music)[3].
- 2005 : album et DVD live : le Tour de Piste (Naïve, 2 More Music)[4].
- 2007 : troisième album studio : Non Alignés
- 2009 : quatrième album studio : Libre Service[5]